# Jacques Perrier (biegacz narciarski)
Jacques Léon Perrier (ur. 23 lutego 1929 w Les Molunes, zm. 4 maja 1989 w Saint-Claude) – francuski biegacz narciarski.

## Życiorys
Wystąpił na zimowych igrzyskach olimpijskich w 1952 w Oslo zajmując 33. miejsce na dystansie 18 km.
Jego starszy brat Gérard Perrier (1928–2012) również był biegaczem narciarskim, olimpijczykiem z 1948 i 1952.